# Johann Matthias Firmenich-Richartz
Johann Matthias Firmenich-Richartz (Köln, 1808. július 5. – Potsdam, 1889. május 10.) német nyelvész és költő.

## Élete
Kiváló nyelvtehetség volt és ifjúkora óra rendkívül érdeklődött a népies nemzeti szellemnek minden megnyilvánulása iránt. Főműve: Germaniens Völkerstimmen, Sammlung der deutschen Mundarten in Dichtungen, Sagen, Märchen, Volksliedern (1843-68, 4 kötet), a különböző német nyelvjárási termékek leggazdagabb gyűjteménye. 1839-ben Berlinbe költözött. Egyetemi tanulmányainak befejezése után sokat utazott Olasz-, Francia- és Görögországban. 1860-ban professzorrá avatták. Anastasius Grün osztrák költőhöz és államférfihoz benső barátság fűzte. Nagybátyja, Richartz, örökösévé tette és ezután Firmenich-Richartz-nak nevezte magát. Írt költeményeket angol, újgörög, francia stb. nyelveken is.